# Vini sinotoi
Vini sinotoi (лорі-віні маркізький) — вимерлий вид папугоподібних птахів родини Psittaculidae. Описаний у 1987 році за викопними рештками, знайденими на острові Уа-Хука в групі Маркізьких островів у Французькій Полінезії.  Пізніше рештки цього виду були знайдені також на інших островах цього архіпелагу, зокрема на Хіва-Оа і Тахуата, а також на острові Хуахіне в архіпелазі Товариства.

## Опис
Маркізький лорі-віні був найбільшим представником свого роду. Імовірно, він, як і інші представники роду Vini жив у тропічних лісах, живився пилком, нектаром і квітками, гніздився в дуплах. Він вимер у проміжку між 700 і 1300 рр, незабаром після появи на островах полінезійців.

## Етимологія
Вид був названий на честь американського антрополога Йосіхіко Сіното, який зібрав голотип вид у 1965 році.